# Eugenia Ravasio
Moeder Eugenia Elisabetta Ravasio (San Gervasio d'Adda, 4 september 1907 - 10 augustus 1990) was een Italiaanse missiezuster. Ze werd bekend om de openbaringen die zij van God de Vader ontvangen zou hebben.
Met een zeer eenvoudige schoolopleiding ging zij al vroeg aan het werk in de fabriek. Toen ze 20 jaar oud was trad ze toe tot de Congregatie van Onze Lieve Vrouw van de Apostelen. In 1935 werd ze, slechts 28 jaar oud, algemeen overste van deze congregatie. Ze zou in die functie blijven tot 1947. In die periode zette ze zich onder andere in voor een stad voor leprozen in Adzopé in Ivoorkust.
In 1932 zou Eugenia Ravasio een boodschap van God de Vader hebben ontvangen. Deze was in het Latijn, een taal die zuster Ravasio niet beheerste. Deze boodschap is inmiddels in druk verschenen.